# Тотоєшть (Ясси)
Тотоєшть, Тотоєшті (рум. Totoești) — село у повіті Ясси в Румунії. Входить до складу комуни Ербічень.
Село розташоване на відстані 326 км на північ від Бухареста, 25 км на північний захід від Ясс.

## Населення
За даними перепису населення 2002 року у селі проживали 1724 особи, усі — румуни. Усі жителі села рідною мовою назвали румунську.